# Anisatina
La anisatina es un componente extremadamente tóxico de la planta Illicium anisatum que posee actividad insecticida. Se utiliza en algunos medicamentos tópicos de uso popular Japón, pero es mortal cuando se ingiere. Los síntomas comienzan a aparecer alrededor de 1 a 6 horas después de la ingestión, presentándose al principio como dolencias gastrointestinales, tales como diarrea, vómitos y dolor de estómago, seguido por trastornos del sistema nervioso tales como excitación, convulsiones, pérdida del conocimiento y parálisis respiratoria, que es la causa final de la muerte.